# Ophrys reinholdii
Ophrys reinholdii là một loài lan ranging from the Balkan Peninsula to northwestern Iran.

## Hình ảnh

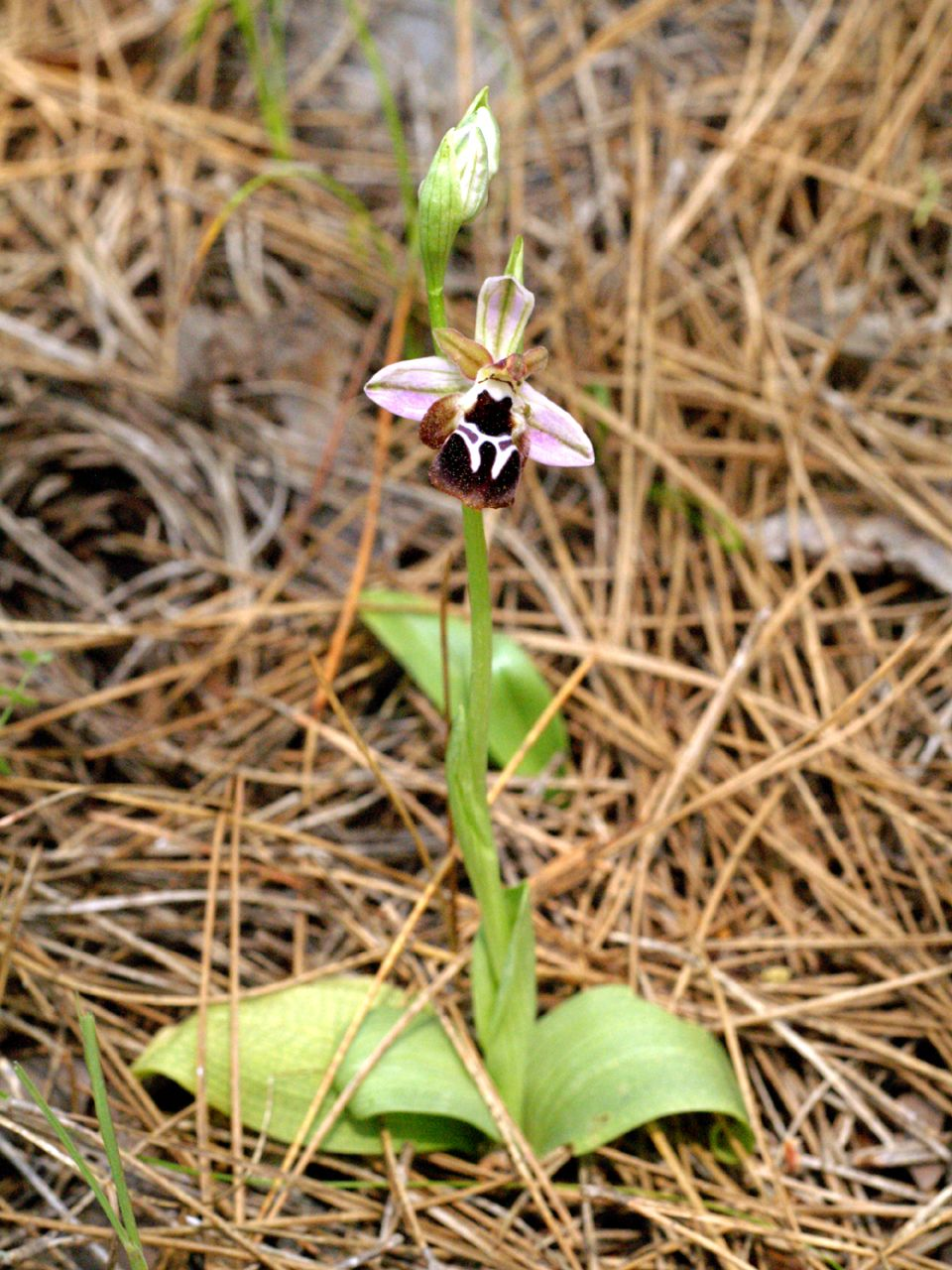
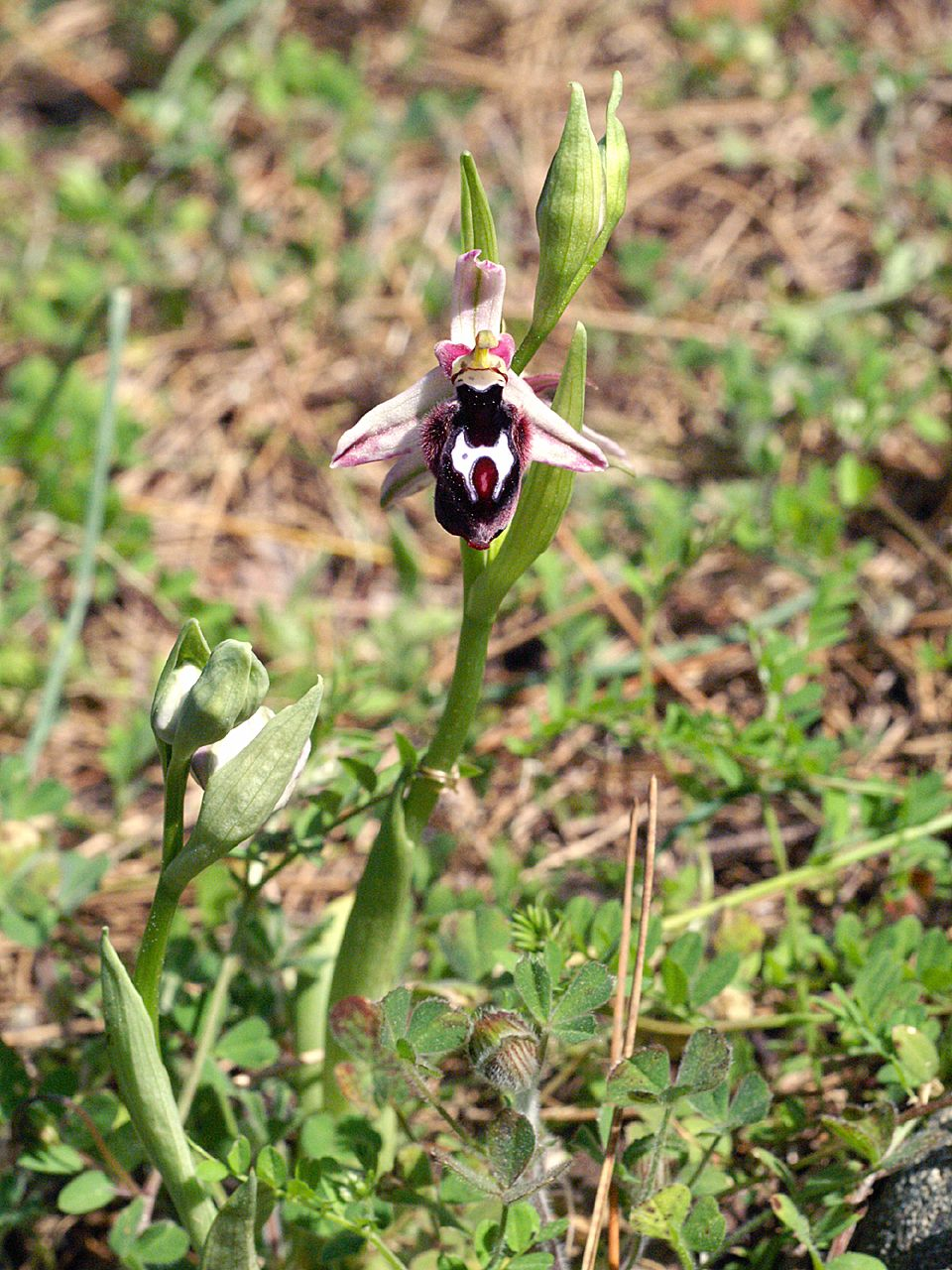
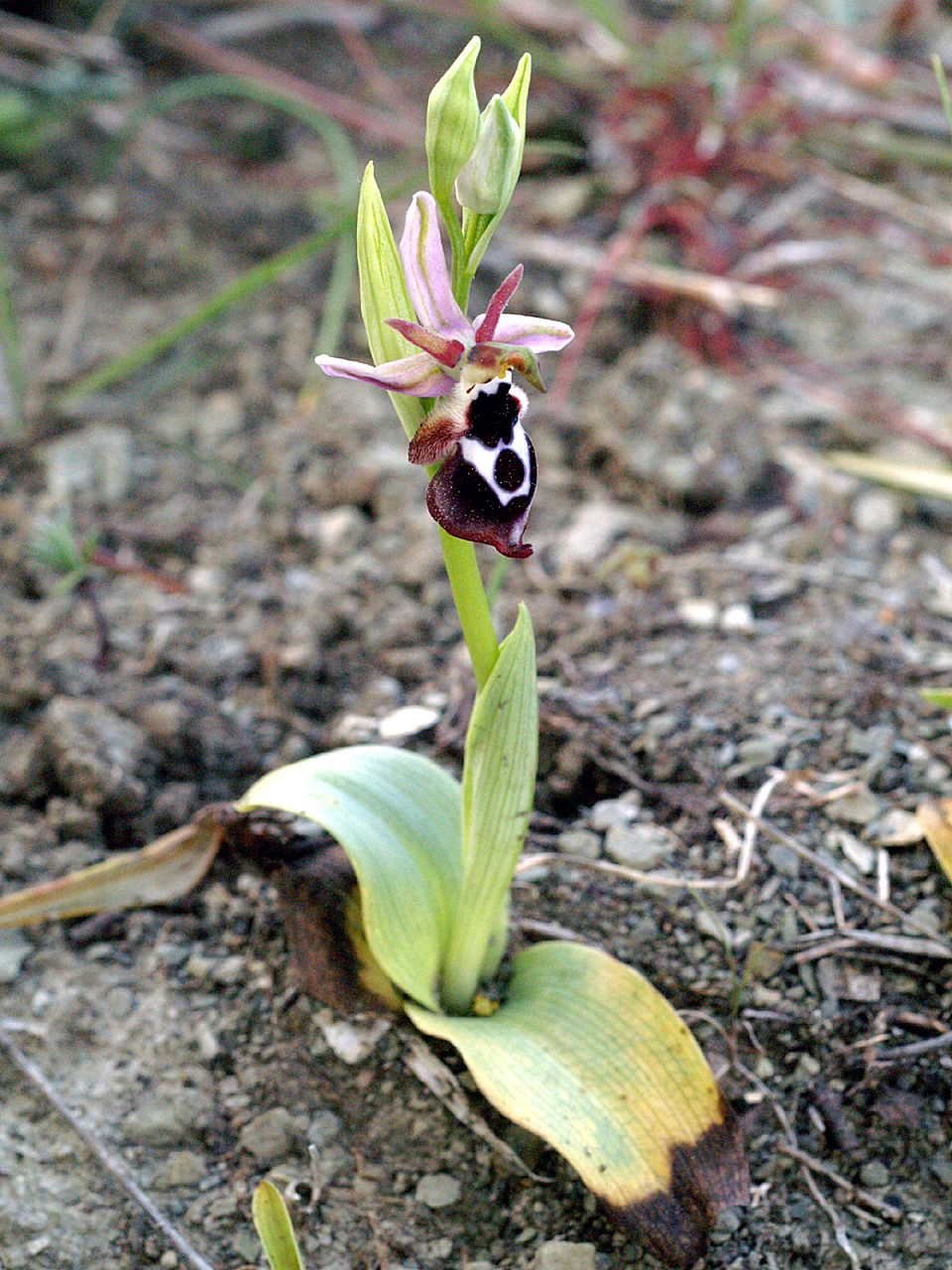
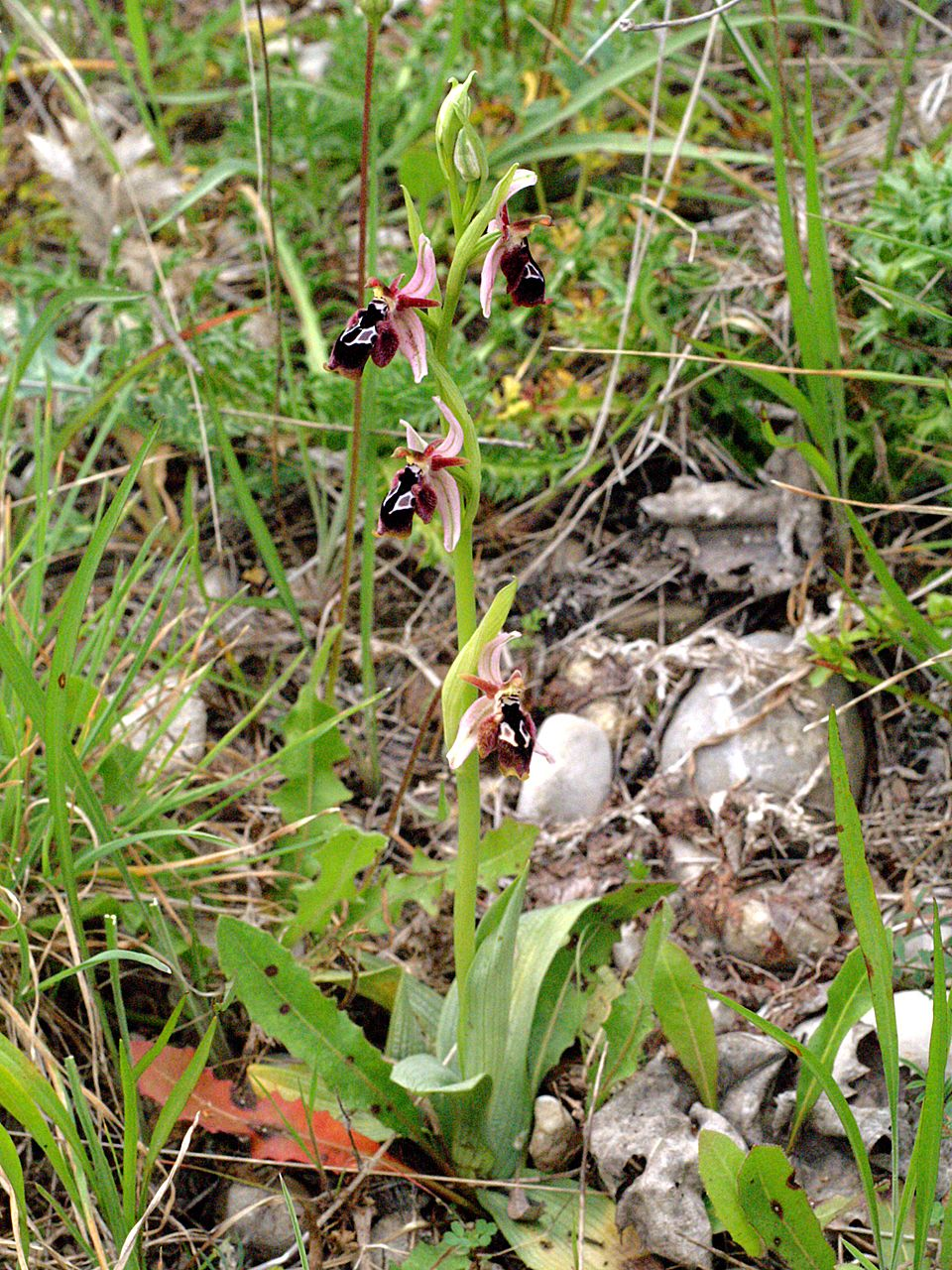